# Skały magmowe

Diagram QAPF, gdzie:
- Q kwarc (Quartz)
- A skalenie alkaliczne (Alkali feldspar)
- P plagioklaz (Plagioclase)
- F skaleniowce (Feldspathoid)

Skały magmowe – jeden z trzech głównych typów skał (obok skał osadowych i metamorficznych) budujących skorupę ziemską, powstały wskutek krystalizacji lub zakrzepnięcia magmy w głębi skorupy ziemskiej lub lawy na powierzchni Ziemi. Geolodzy opisali ponad 700 odmian skał magmowych.

## Podział skał magmowych

### Podział genetyczny
Skały magmowe dzieli się w zależności od głębokości zastygania oraz stosunku do skał otaczających:
- na trzy główne kategorie:
  - skały wulkaniczne – krystalizują z magmy, wydobywającej się na powierzchnię Ziemi w postaci lawy (bazalt, andezyt, melafir, trachit, latyt, dacyt, ryolit, porfir, obsydian, spilit):
    - skały efuzywne (wylewne),
    - skały ekstruzywne - powstają w wyniku gwałtowanych wybuchów wulkanów typu eksplozywnego lub mieszanego, powstałe z lawy wulkanicznej i materiału piroklastycznego oraz bloków zestalonej magmy[1];

  - skały żyłowe – lamprofiry i diabazy, pegmatyty;
  - skały plutoniczne (głębinowe) – krzepnące głęboko (5-30 km) pod powierzchnią Ziemi, tworzące intruzje o znacznych rozmiarach (perydotyt, gabro, dioryt, noryt, granodioryt, sjenit, monzonit, granit, karbonatyty)

lub
- na pięć facji:
  - skały wulkaniczne (jw.);
  - skały subwulkaniczne – krzepnące na głębokości do 1 km pod powierzchnią Ziemi (sille, fakolity, dajki)[2];
  - skały hipabisalne (hipabysalne) – krzepnące na głębokości 1–4 km pod powierzchnią Ziemi w otoczeniu skał chłodnych, tworzące drobne intruzje o nieznacznych rozmiarach (karbonatyty, doleryt, granofir, mikrogranit, pegmatyt, aplit, melafir, porfir, dacyt, latyt, lamprofir, ryolit)[3];
  - skały mezoabisalne; – krzepnące na głębokości 4–10 km pod powierzchnią Ziemi; intruzje mazoabisalne mają szerokie strefy przeobrażeń[4];
  - skały abisalne – krzepnące na głębokości 10–15 km pod powierzchnią Ziemi[5].

Skały magmowe  mają zwykle strukturę krystaliczną, niektóre mają strukturę porfirowatą lub porfirową, afanitową lub szklistą. Wielkość kryształów w skale zależy od szybkości krzepnięcia magmy: wolno krzepnące skały plutoniczne mają strukturę jawnokrystaliczną z kryształami o rozmiarach powyżej 5 mm, natomiast szybko krzepnące skały wulkaniczne wykazują strukturę skrytokrystaliczną (poniżej 1 mm), szklistą lub porfirową, gdy w skrytokrystalicznym lub szklistym "cieście skalnym" występują pojedyncze, wcześniej wykrystalizowane prakryształy.

### Podział ze względu na skład
Skały magmowe wyróżnia się również w zależności od ich składu chemicznego i mineralnego. Podstawowym jest podział ze względu na zawartość krzemionki.
Wyróżniamy skały magmowe:
- kwaśne (saliczne) – powyżej 66% SiO2 (w górnej części diagramu QAPF – obfite w kwarc (Q));
- obojętne (pośrednie) – 53-66% SiO2 (w środkowej części diagramu QAPF);
- zasadowe (maficzne) – 45-53% SiO2 (w dolnej części diagramu QAPF – obfite w skaleniowce (F));
- ultrazasadowe (ultramaficzne) – poniżej 45% SiO2;
- alkaliczne – skały zasadowe lub ultrazasadowe względnie nasycone alkaliami, a więc niedosycone krzemionką.

### Podział na klasy skał
Skały powstałe z krystalizacji głównej magmy dzielimy na klasy:
- klasa perydotytu
- klasa gabra i bazaltu
- klasa diorytu
- klasa granitu i ryolitu
- klasa sjenitu i trachitu
- klasa monzonitu i latytu
- klasa fojaitu i fonolitu
- klasa teralitu i tefrytu
- klasa ijolitu i law skaleniowcowych
- klasa skał niekrzemianowych

## Przykłady skał magmowych

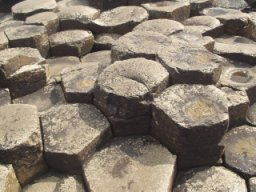
Bazalt, z widocznym ciosem termicznym - przykład skały wylewnej zasadowej
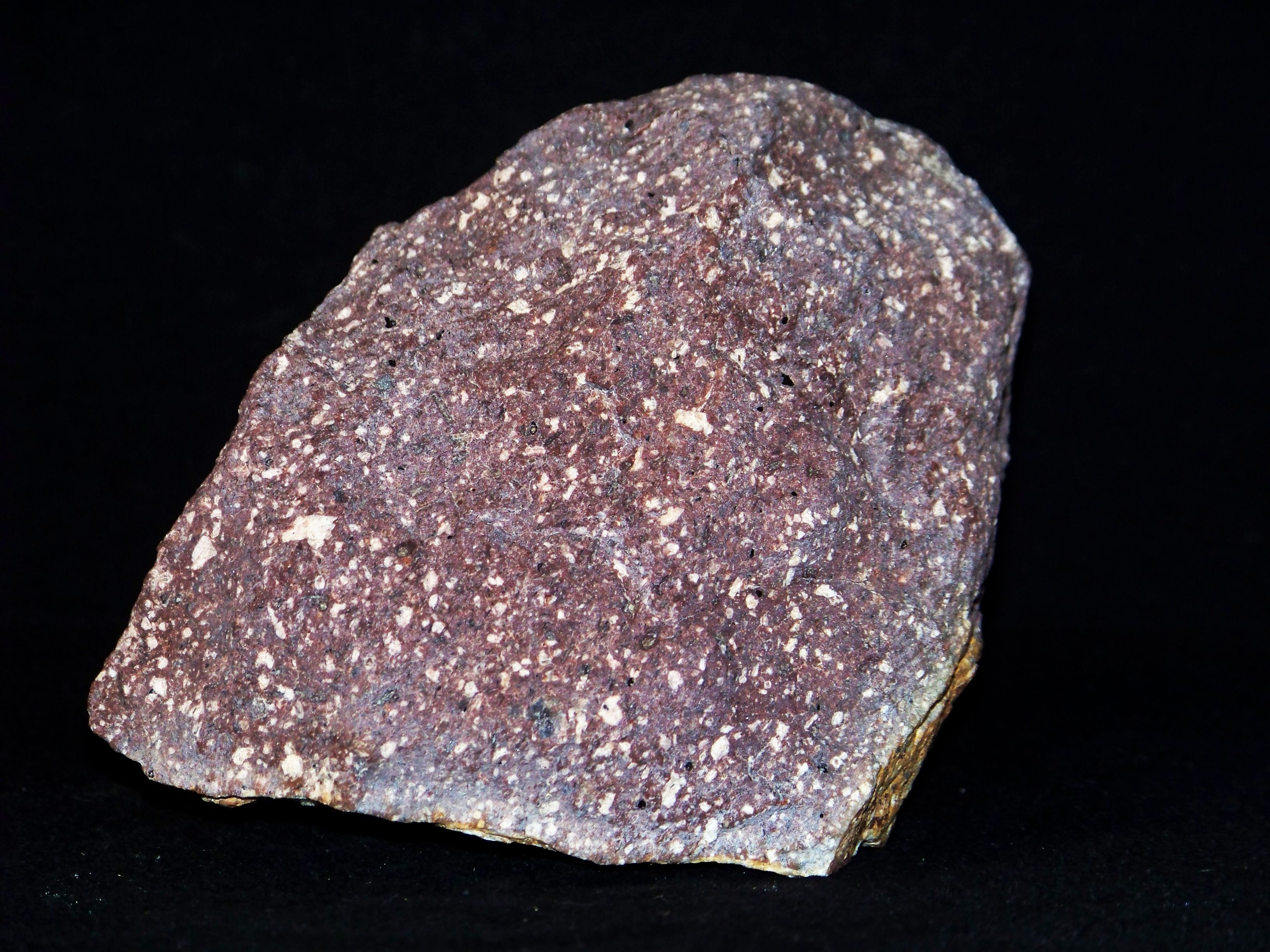
Porfir - przykład skały wylewnej bądź żyłowej kwaśnej bądź zasadowej
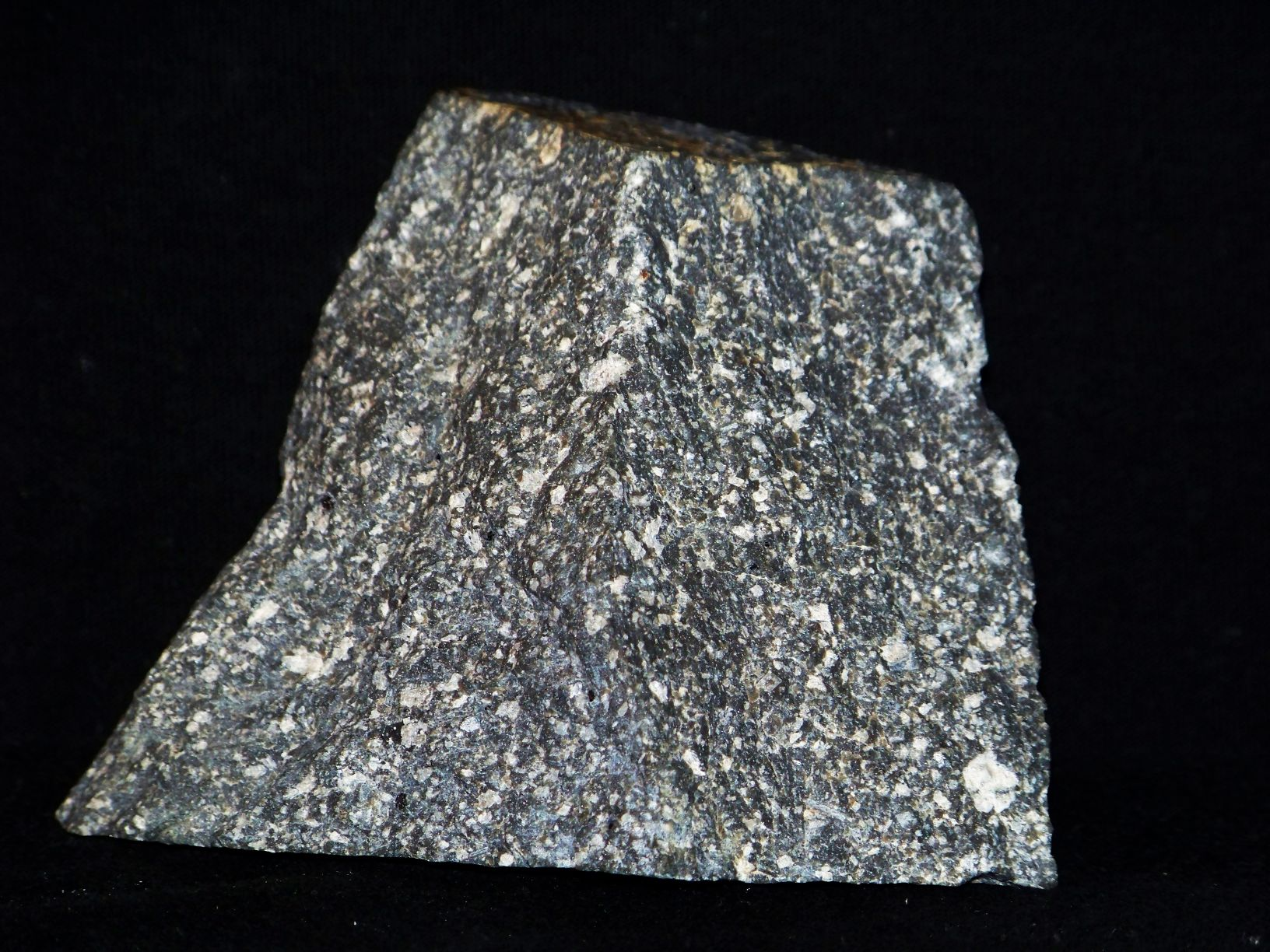
Porfir
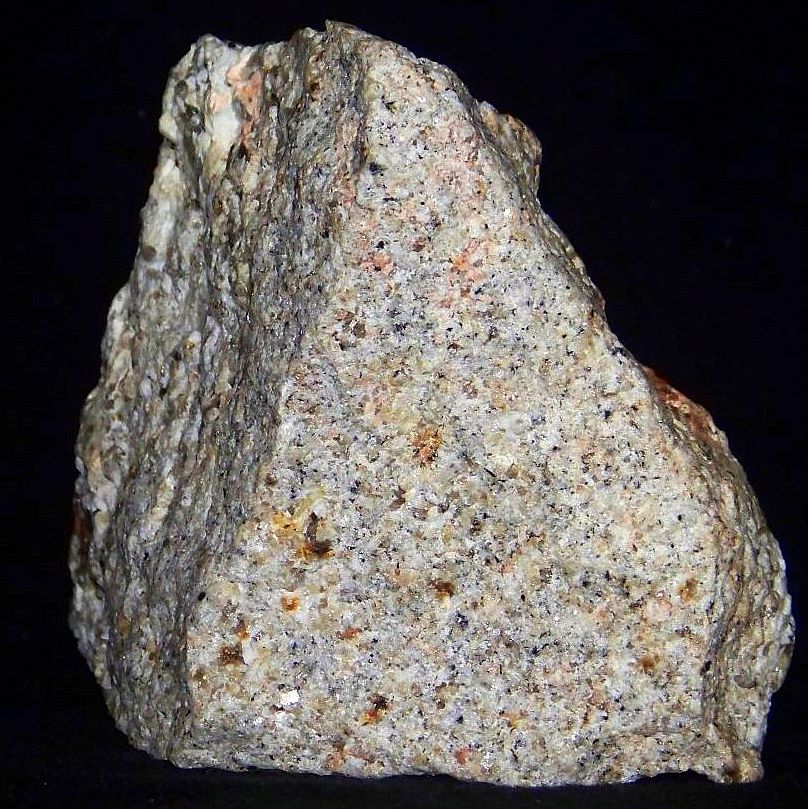
Aplogranit - przykład kwaśnej skały żyłowej
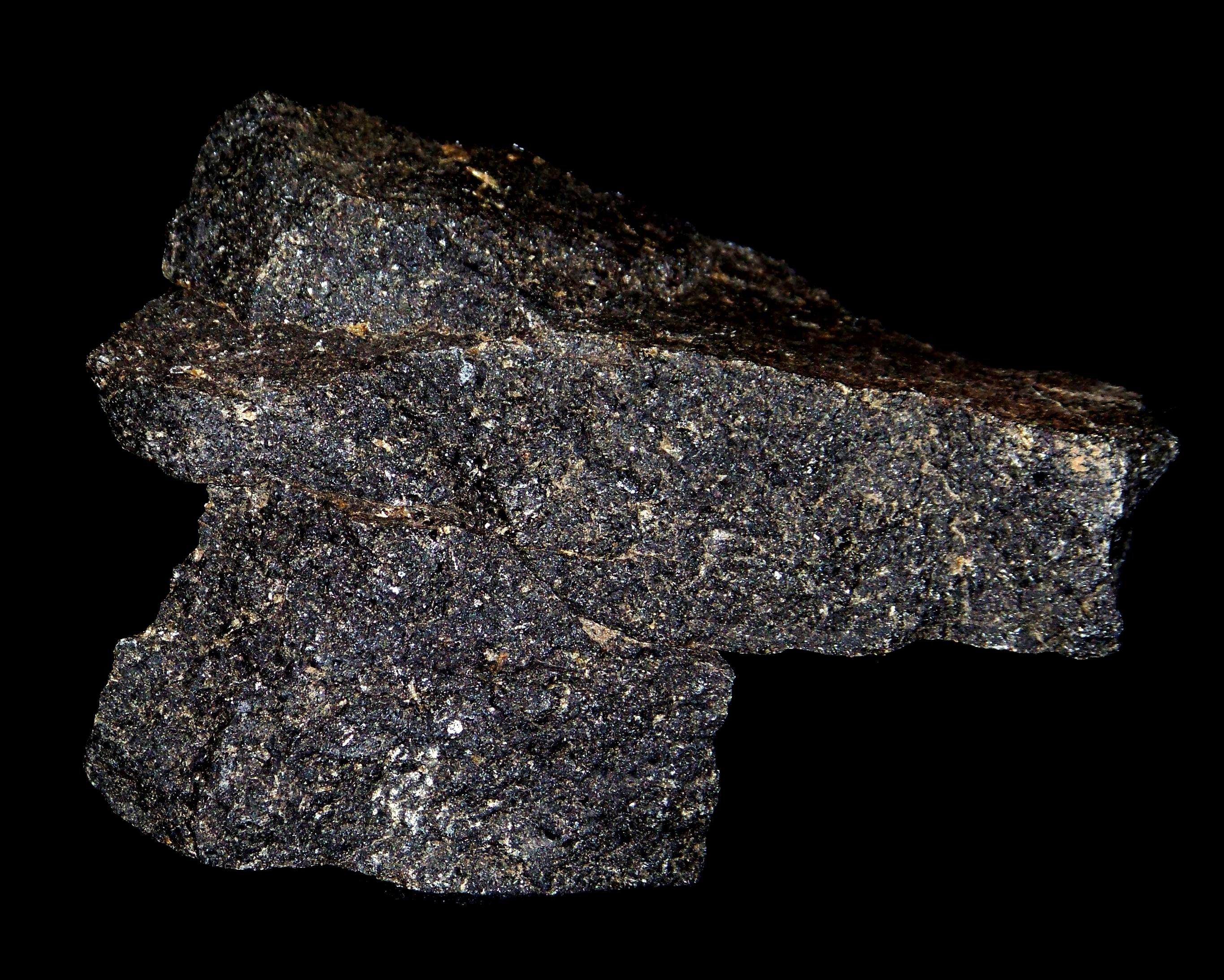
Diabaz - przykład zasadowej skały żyłowej, o składzie mineralnym zbliżonym do bazaltu
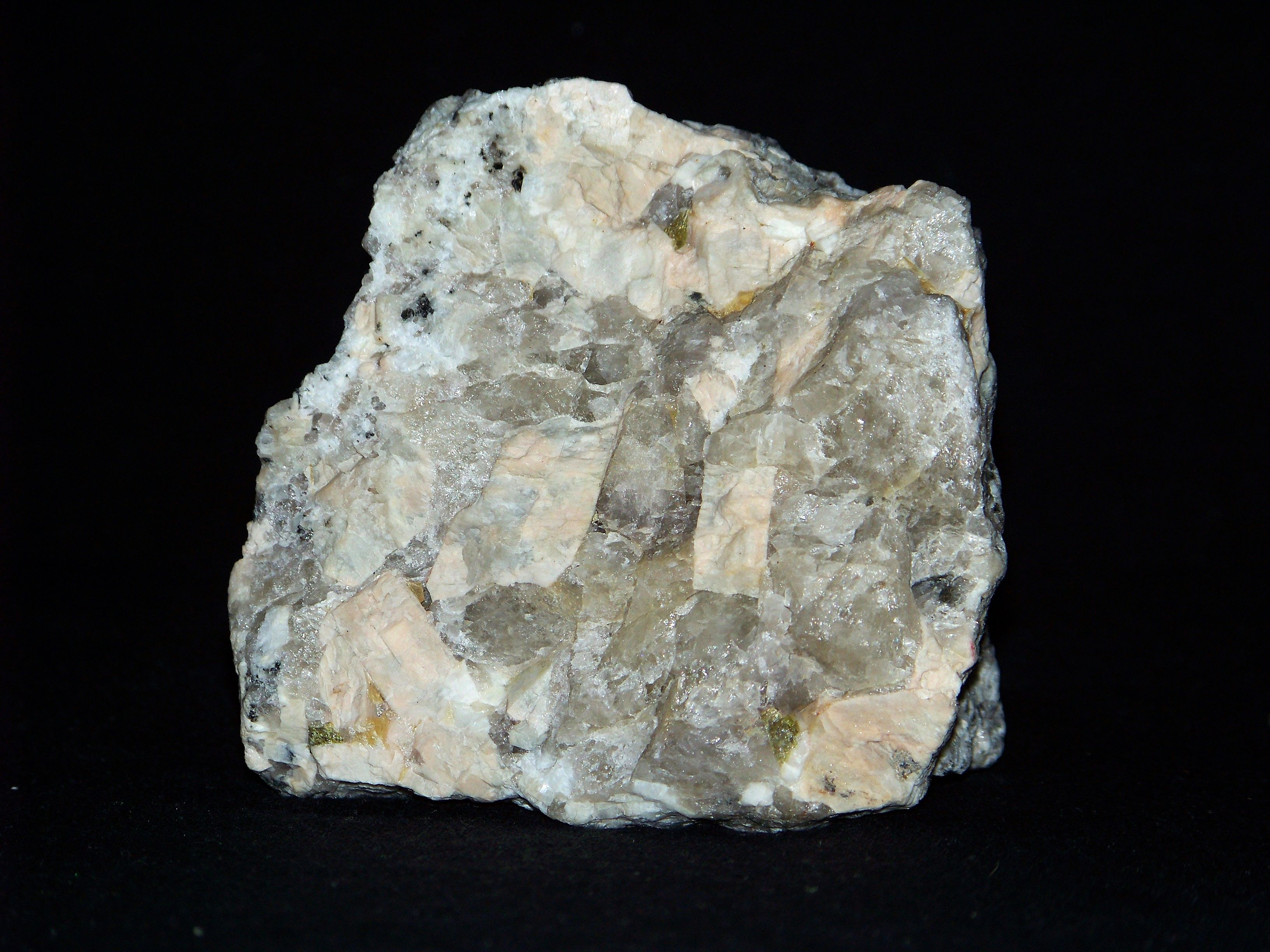
Pegmatyt - przykład kwaśnej skały żyłowej lub magmowej
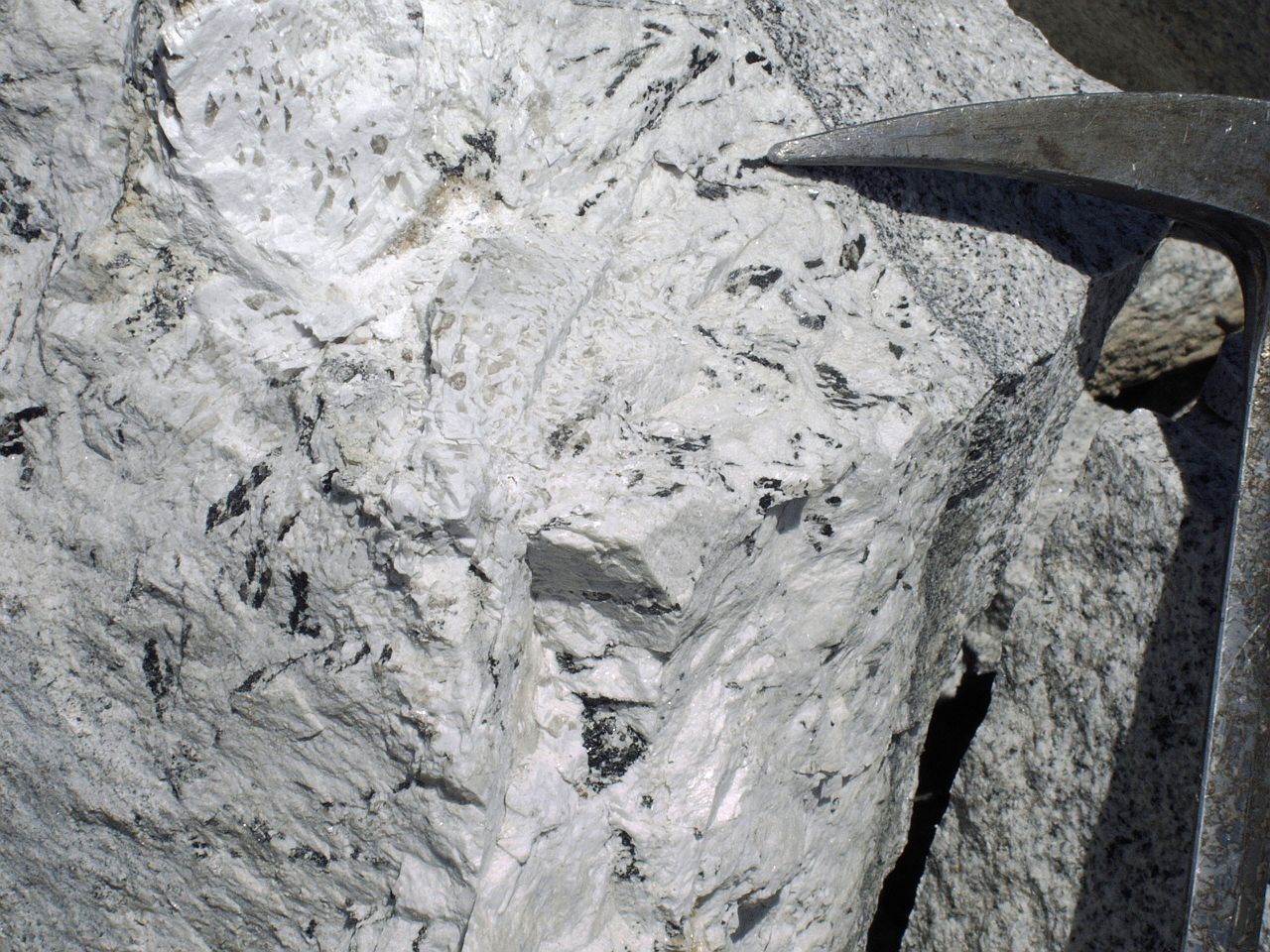
Pegmatyt - przerosty pismowe
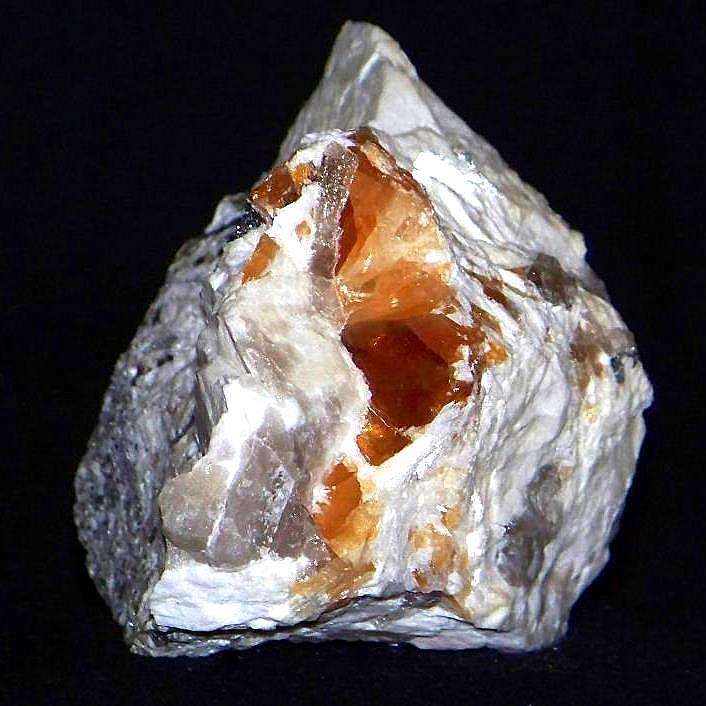
Pegmatyt
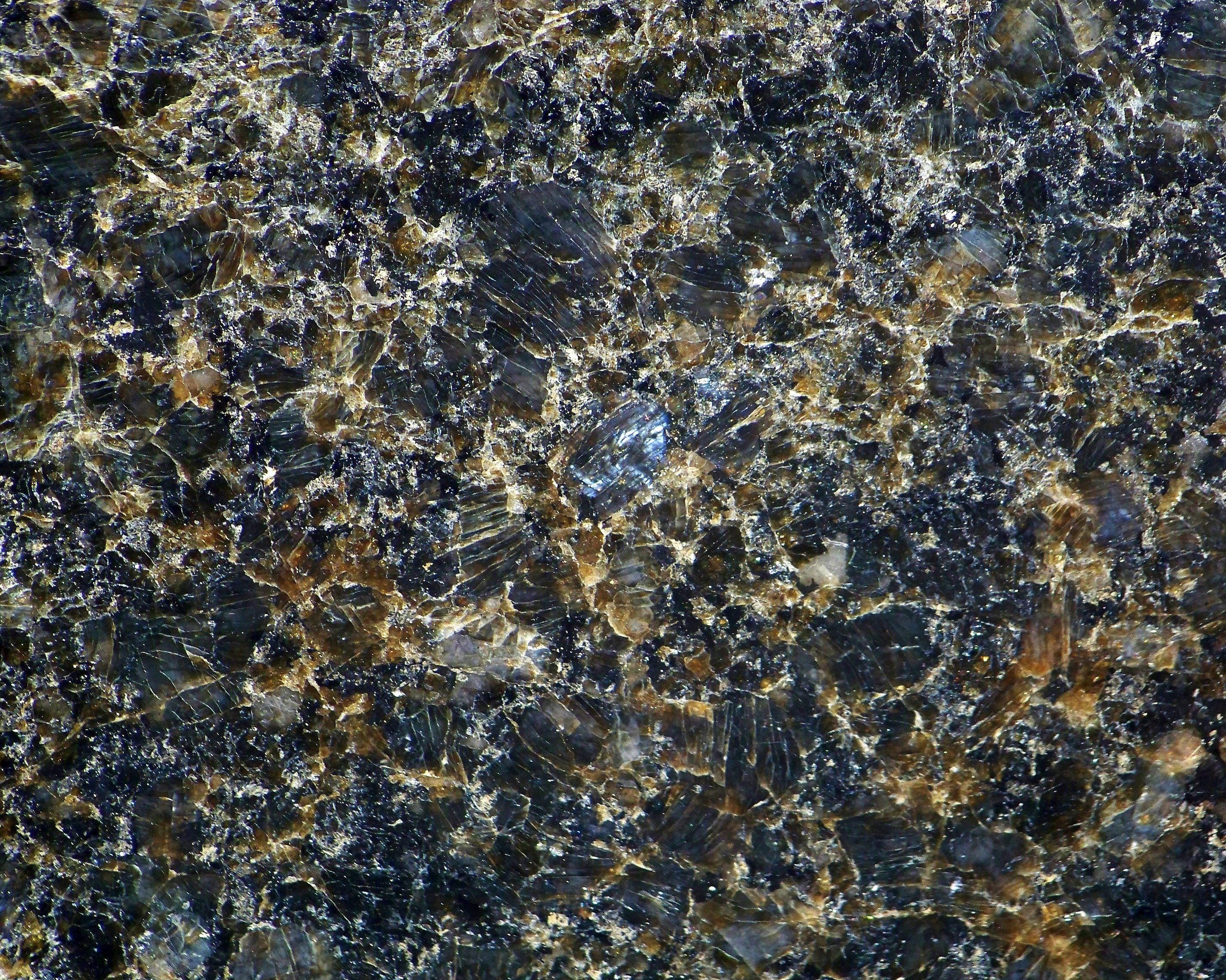
Czarnokit - kwaśna głębinowa skała magmowa
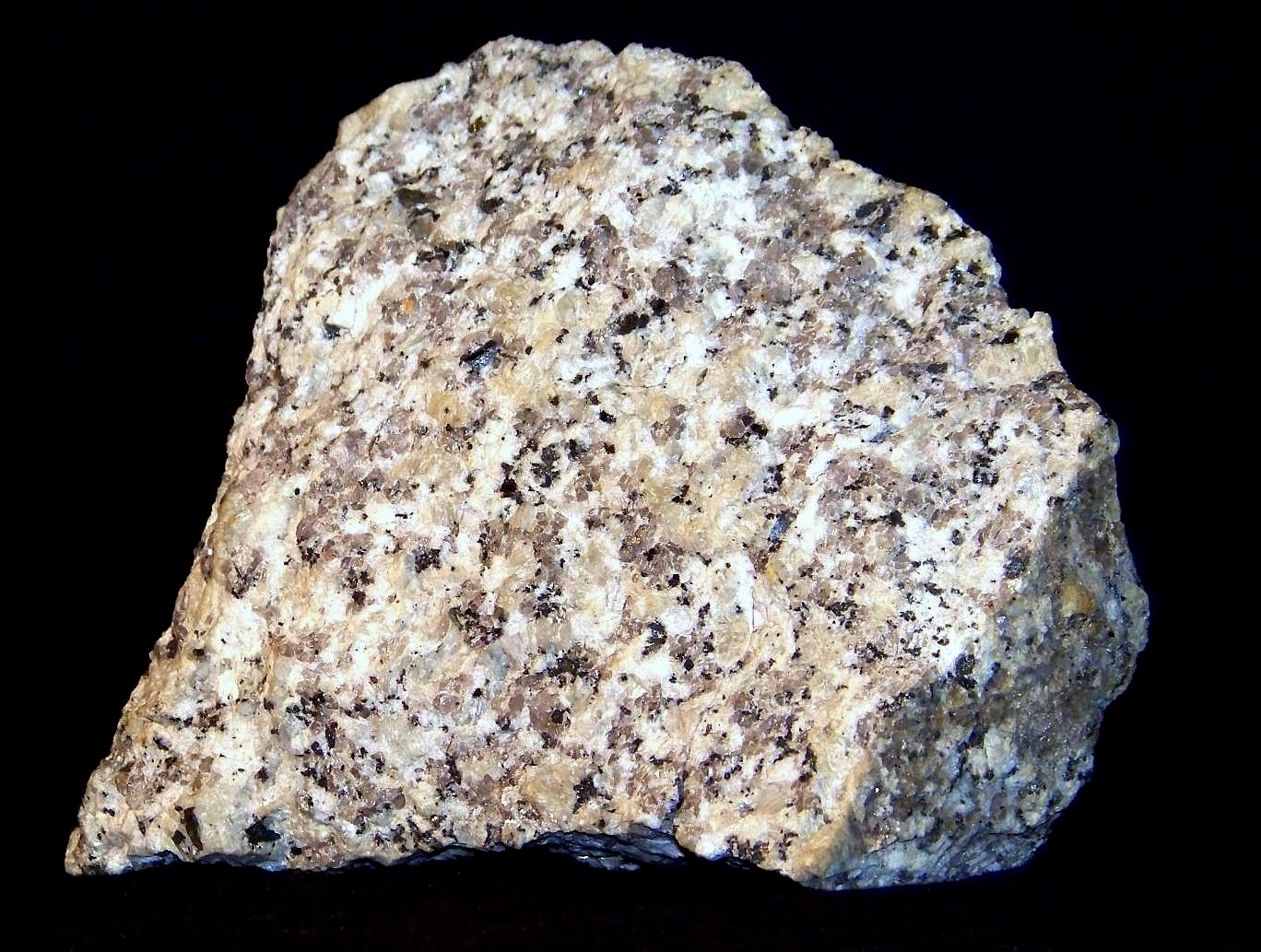
Granit - przykład skały kwaśnej głębinowej
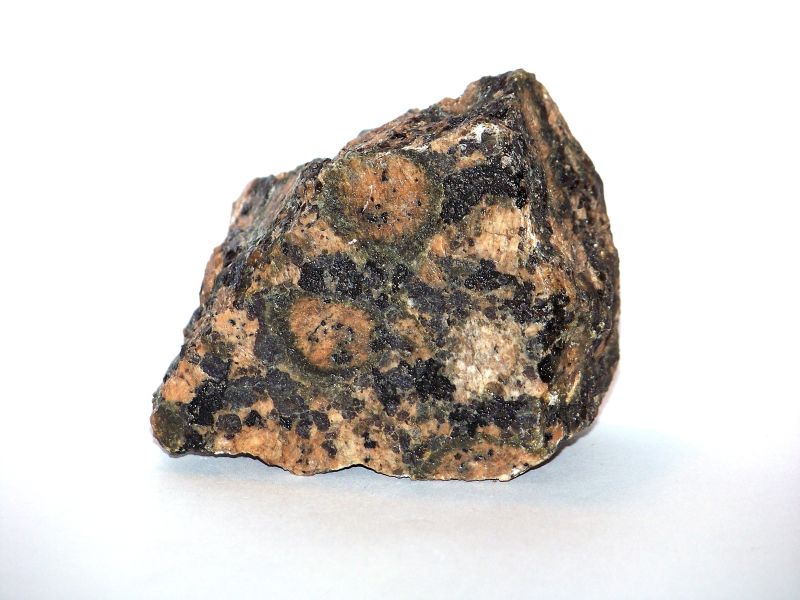
Rapakivi - przykład skały kwaśnej głębinowej
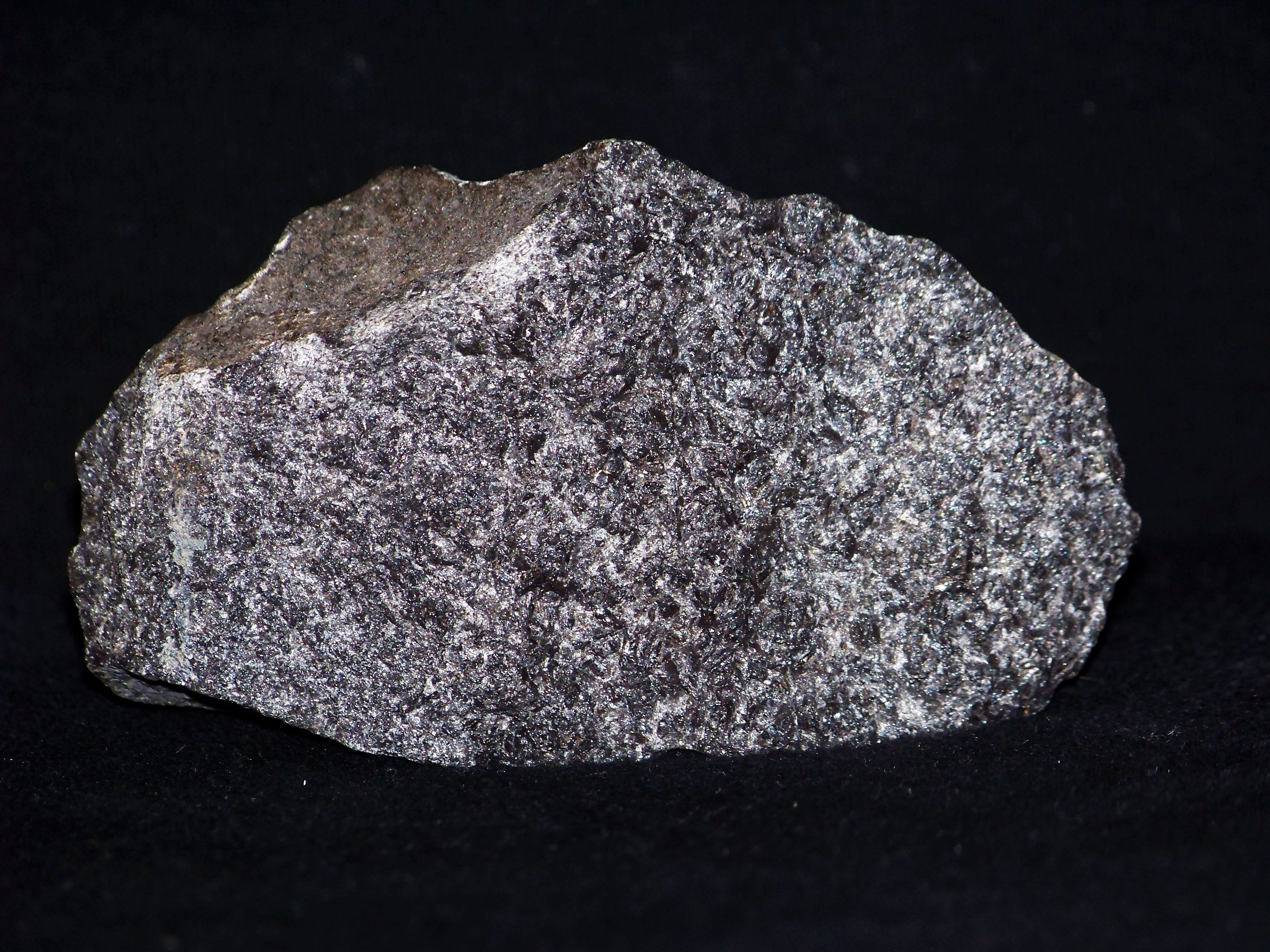
Dioryt - przykład głębinowej skały obojętnej
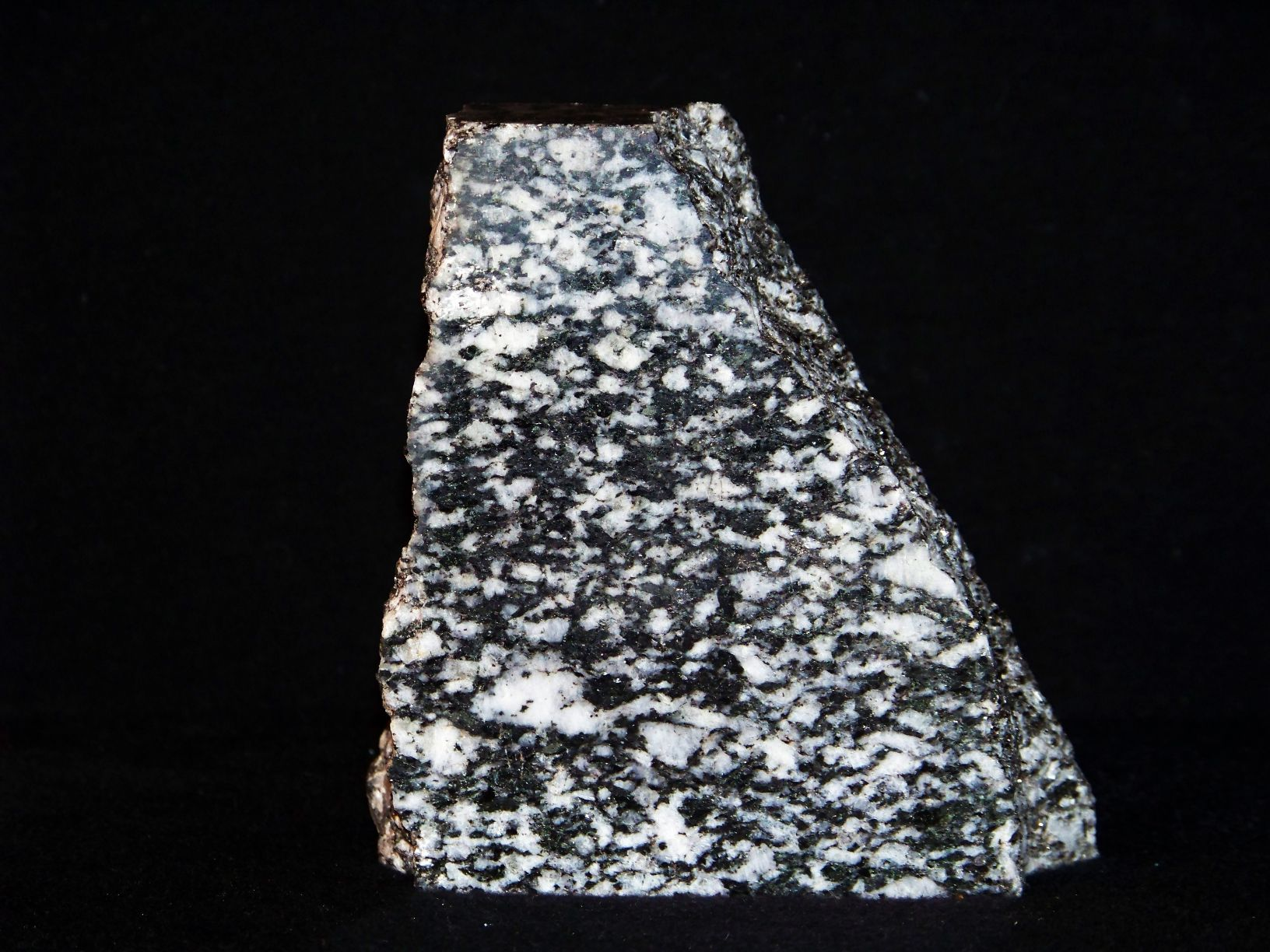
Sjenit – przykład obojętnej skały głębinowej
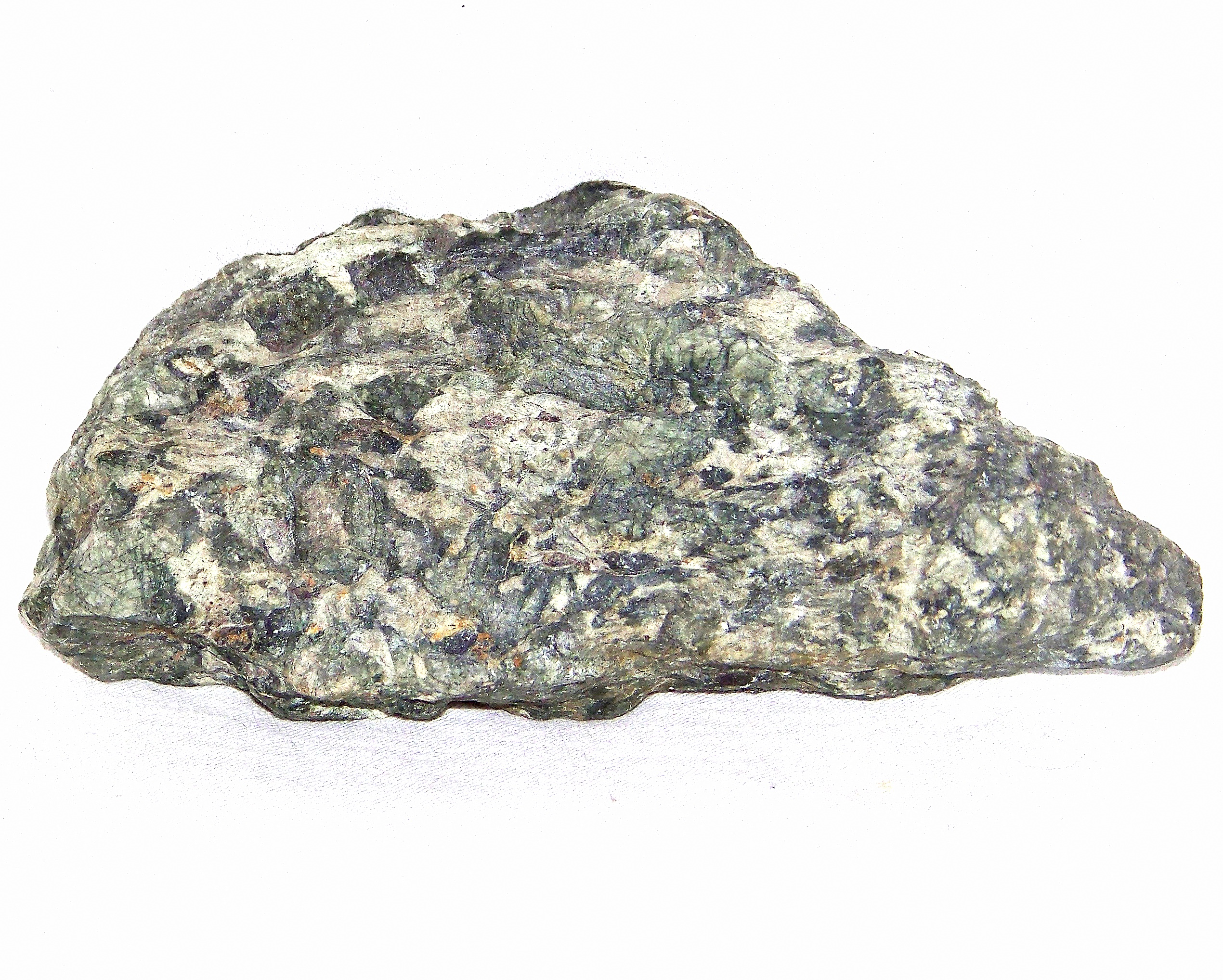
Gabro - przykład głębinowej skały zasadowej
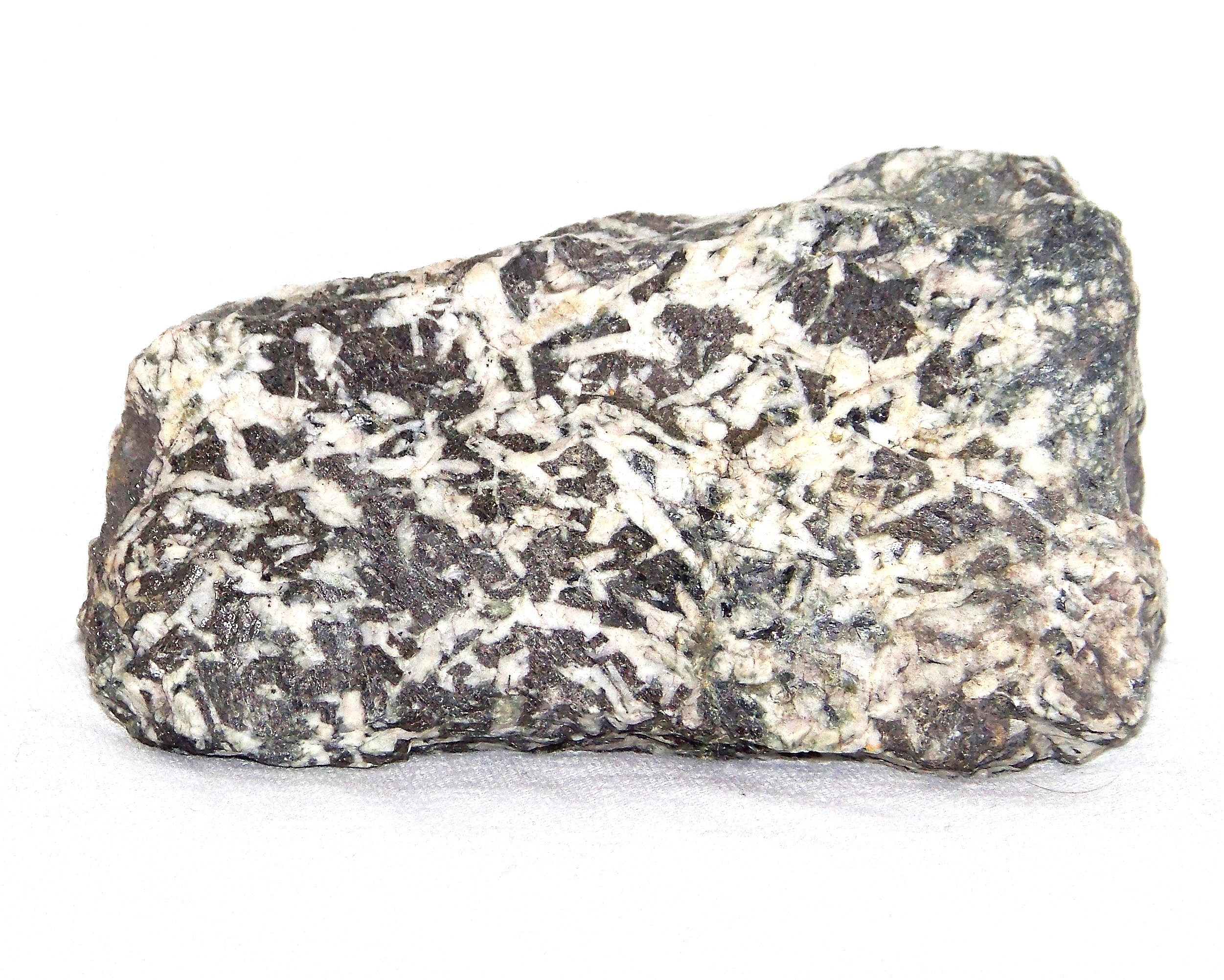
Gabro o budowie ofitowej
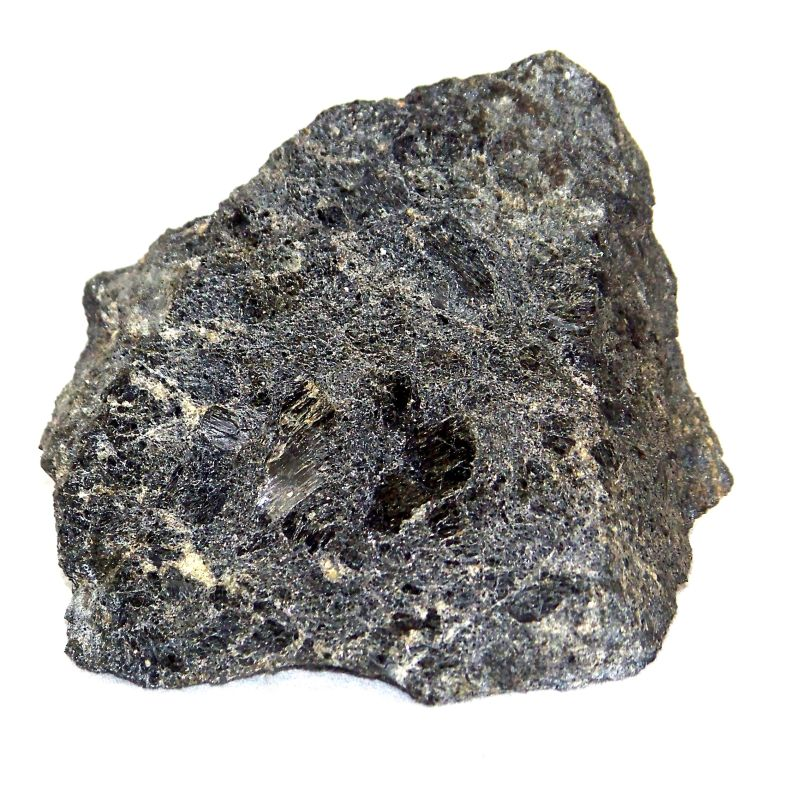
Hornblendyt - przykład skały głębinowej ultrazasadowej

## Formy skał magmowych
Magma, przemieszczając się i zastygając w różnych warunkach temperatury, składu, ciśnienia i charakteru otoczenia, może tworzyć ciała skalne o różnej formie, w odniesieniu do otaczających skał. Ich rozróżnianie jest bardzo ważne dla uzyskania pełnego obrazu sytuacji geologicznej.